# Evocation II: Pantheon
Evocation II: Pantheon è il settimo album in studio del gruppo musicale folk metal svizzero Eluveitie, pubblicato il 18 agosto 2017 da Nuclear Blast. È un concept album acustico, seguito di Evocation I: The Arcane Dominion, e primo album che vede la presenza di Fabienne Erni (voce, arpa celtica, mandola), Michalina Malisz (ghironda), Jonas Wolf (chitarra elettrica), Alain Ackerman (batteria).
Dall’album sono stati estratti i singoli Epona, Lvgvs e Catvrix

## Tracce
1. Dureððu – 1:23
2. Epona – 3:48
3. Svcellos II (Sequel) – 1:29
4. Nanosvelta – 2:46
5. Tovtatis – 1:05
6. Lvgvs – 4:16
7. Grannos – 3:23
8. Cernvnnos – 2:54
9. Catvrix – 2:44
10. Artio – 5:12
11. Aventia – 3:31
12. Ogmios – 3:13
13. Esvs – 3:49
14. Antvmnos – 3:49
15. Tarvos II (Sequel) – 2:44
16. Belenos – 3:09
17. Taranis – 2:42
18. Nemeton – 1:23